# Alejandra Sepúlveda
Alejandra Amalia Sepúlveda Orbenes (Viña del Mar, 13 de noviembre de 1965) es una médico veterinario y política chilena. Actualmente ejerce el cargo de senadora por la circunscripción 8, que corresponde a la Región de O'Higgins.
Desde 2002 hasta 2018 se desempeñó como diputada por las comunas de Chimbarongo, Las Cabras, Peumo, Pichidegua, San Fernando, y San Vicente (Región de O'Higgins). Además ejerció como Presidenta de la Cámara de Diputados entre 2010 y 2011. Posteriormente, ejerció como diputada por el distrito n.º 16 durante el periodo legislativo 2018-2022.

## Familia y estudios
Nació en Viña del Mar. Es hija de Guillermo Cayetano Sepúlveda Diez y Amalia Albina Orbenes Miranda. Realizó sus estudios secundarios en el Colegio de los Sagrados Corazones de Valparaíso y los superiores, en Valdivia, en Facultad de Ciencias Agrarias, de la Universidad Austral de Chile. Obtuvo el título de médica veterinaria y cursó un magíster en Desarrollo Rural, del cual es egresada.
Estuvo casada con el exdiputado Exequiel Silva Ortiz y es madre de tres hijos.

## Vida profesional
En 1991, participó en un proyecto canadiense sobre Contaminantes Orgánicos y Residuos Industriales, iniciativa conjunta con la Facultad de Medicina Veterinaria de la Universidad Austral de Chile. Al año siguiente, participó en el Servicio de Análisis de Contaminantes Industriales en Alimentos, del Instituto de Medicina Preventiva de la misma universidad.
Ingresó al Instituto de Desarrollo Agropecuario (Indap), como ejecutiva de cuentas de la agencia de Paillaco. En 1993, asumió como jefa de dicha agencia. En 1996 desarrolló el primer Centro de Gestión Empresarial para la Pequeña Agricultura Chilena, actuando INDAP como contraparte institucional de la Universidad de Chile.
En 1999 asumió como directora regional de INDAP en la Región de O'Higgins. Ese mismo año, realizó una consultoría internacional en el El Salvador, para la creación de un Fondo de Inversión para la Pequeña Agricultura.

## Carrera política

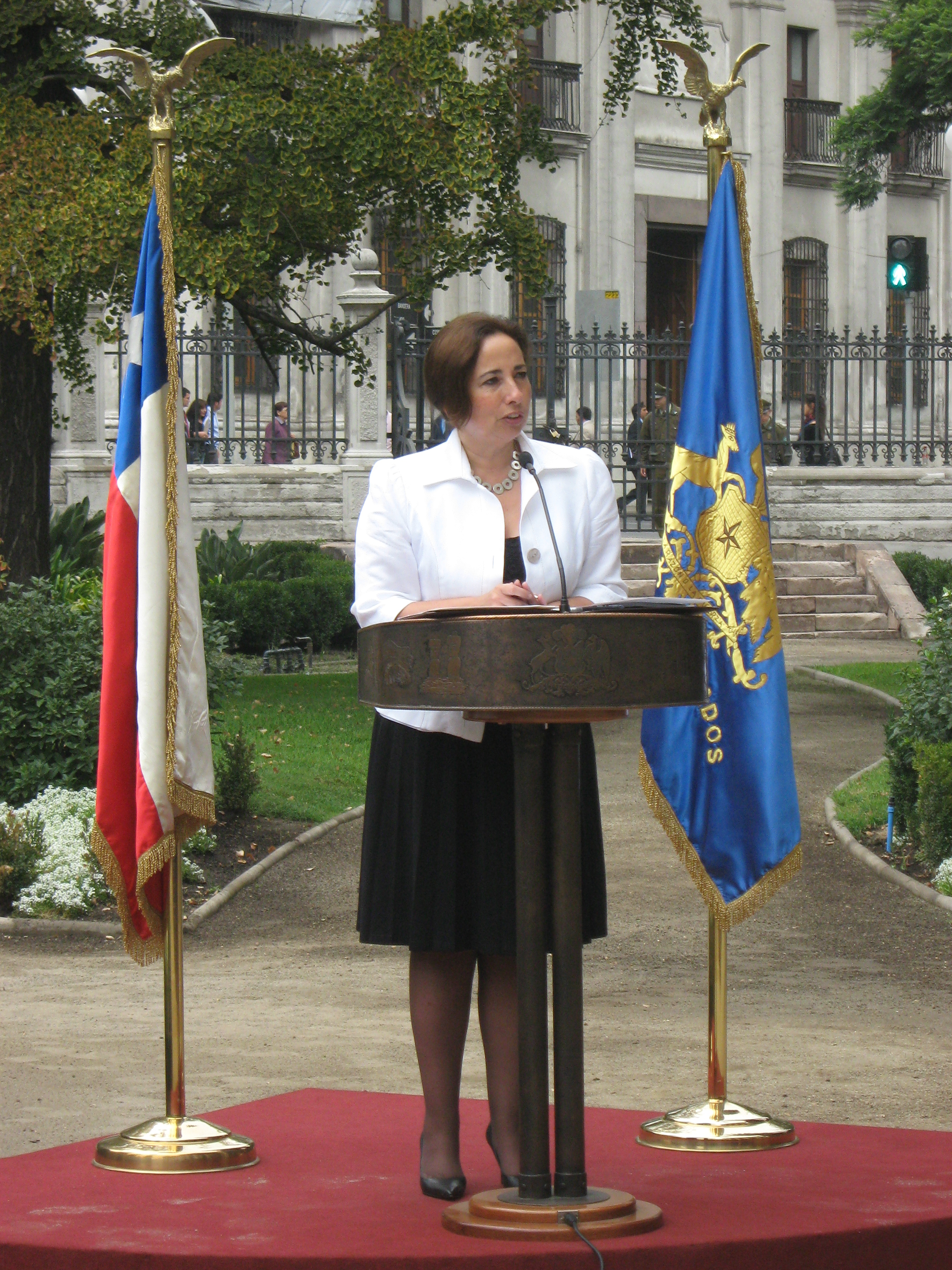
Sepúlveda dando un discurso como presidenta de la Cámara de Diputados en 2011.

En las elecciones parlamentarias de diciembre de 2001 fue elegida diputada en calidad de independiente dentro del pacto Concertación, por el Distrito n.º 34, correspondiente a las comunas de Chimbarongo, Las Cabras, Peumo, Pichidegua, San Fernando y San Vicente, en la Región del Libertador General Bernardo O'Higgins (período legislativo 2002-2006).
En las elecciones parlamentarias de diciembre de 2005, fue reelegida por el mismo distrito en representación del Partido Demócrata Cristiano (PDC), para el período legislativo 2006-2010. Integró y presidió las comisiones permanentes de Trabajo y Seguridad Social; de Familia ; y de Agricultura, Silvicultura y Desarrollo Rural. Participó en las comisiones especiales sobre Deudas Históricas; de Bomberos; y en aquella que Establece Beneficios para los Discapacitados, en receso desde agosto de 2007. Integró también las comisiones investigadoras de Resoluciones de las Comisiones Regionales de Medio Ambiente (COREMAS); sobre Proyectos Energéticos; y sobre Cumplimiento de la Convención sobre Comercio Internacional de Especies Amenazadas de Flora y Fauna (CITES).
Renunció al PDC el 8 de enero de 2008, y posteriormente pasó a integrar las filas del Partido Regionalista de los Independientes (PRI), fundado por los seguidores de Adolfo Zaldívar, cuando este fue expulsado de la tienda falangista. En la Cámara baja pasó a integrar la bancada de diputados independientes.
En las elecciones parlamentarias de diciembre de 2009 mantuvo su escaño por el mismo distrito, pero esta vez en representación del PRI, para el período legislativo 2010 a 2014. Integró las comisiones permanentes de Obras Públicas, Transportes y Telecomunicaciones; y de Agricultura, Silvicultura y Desarrollo Rural. Formó parte del comité parlamentario del PRI. El 11 de marzo de 2010 asumió como presidenta de la Cámara de Diputados, hasta el 15 de marzo de 2011.
El año 2012 renunció al PRI, manteniéndose como independiente. En las elecciones parlamentarias de noviembre de 2013 consiguió la reelección como diputada por el Distrito n.º 34, en calidad de independiente, obteniendo la primera mayoría distrital con un 41,88% de los votos, para el periodo legislativo 2014-2018. Fue integrante de las comisiones permanentes de Obras Públicas, Transportes y Telecomunicaciones; Desarrollo Social, Superación de la Pobreza y Planificación; y Agricultura, Silvicultura y Desarrollo Rural.
En 2015 participó en la fundación del partido Movimiento Independiente Regionalista Agrario y Social (MIRAS), siendo su primera presidenta. En 2017 el MIRAS se fusionó con otros partidos en la Federación Regionalista Verde Social (FREVS). En las elecciones parlamentarias de 2017 participó como candidata de la FREVS para diputada por el nuevo distrito 16, siendo elegida con el 23,07%.
En 2021 fue candidata a senadora por la octava circunscripción de la Región de O'Higgins, representando a la FREVS por el pacto Apruebo Dignidad. Fue elegida como primera mayoría con cerca del 35% de los votos. Asumió en marzo de 2022, formando parte de las comisiones permanentes de Obras Públicas y Agricultura.
Dejó la FREVS en marzo de 2023, expresando sus diferencias con la directiva del partido. Se mantuvo como independiente, respaldando al presidente Gabriel Boric.
En julio de 2025, entregó abiertamente su apoyo a la candidata a la presidencia Jeannette Jara, expresando que la candidata comunista representa no solo su partido, sino que la unidad del centro hacia la izquierda, restándole importancia a la historia del partido y de las polémicas de la ideología comunista a lo largo del mundo y de la historia.

## Historial electoral
| Año  | Tipo           | Territorio          | Pacto                          | Partido | Votos   | %     | Resultado |
| ---- | -------------- | ------------------- | ------------------------------ | ------- | ------- | ----- | --------- |
| 2001 | Parlamentarias | Distrito 34         | Concertación por la Democracia | PDC     | 29 123  | 34,16 | Diputada  |
| 2005 | Parlamentarias | Distrito 34         | Concertación por la Democracia | PDC     | 50 045  | 54,42 | Diputada  |
| 2009 | Parlamentarias | Distrito 34         | Chile Limpio. Vote Feliz       | PRI     | 42 335  | 45,59 | Diputada  |
| 2013 | Parlamentarias | Distrito 34         | Independiente                  | Ind.    | 35 012  | 42,16 | Diputada  |
| 2017 | Parlamentarias | 16.º distrito       | Coalición Regionalista Verde   | FRVS    | 31 685  | 23.0  | Diputada  |
| 2021 | Parlamentarias | 8.ª circunscripción | Apruebo Dignidad               | FRVS    | 120 229 | 35.56 | Senadora  |